# Margaretha von Plessen
Gräfin Margaretha Auguste Henriette Caroline Louise von Plessen, auch Margarethe von Plessen (12. Oktober 1894 auf Gut Sierhagen in Ostholstein; † 16. Februar 1970 in Neustadt in Holstein) war eine deutsche Malerin.

## Leben

### Familie
Margaretha von Plessen ist ein Nachfahre von Christian Ludwig Scheel von Plessen. Ihre Eltern waren der Lehnsgraf Carl von Scheel von Plessen (* 17. November 1845 in Sonderburg; † 6. April 1932 in Sierhagen) und dessen Ehefrau Louise (* 17. Juni 1860 in Sierhagen), geb. Lehnsgräfin von Scheel von Plessen (ihre Eltern waren Vetter und Cousine); zu ihren Geschwistern zählte unter anderem der Forschungsreisende und Ornithologe Victor von Plessen, verheiratet mit Marie-Izabel (* 7. Mai 1906), Tochter des kaiserlich Deutschen Gesandten und Wirklichen Geheimen Rats Dr. jur. Martin Rücker Freiherr von Jenisch. 
Der holsteinische Oberpräsident Carl Graf von Scheel-Plessen war mütterlicherseits ihr Großvater. Der Rittergutbesitzer Wulff Scheel-Plessen war ihr Onkel und die Schriftstellerin Elisabeth sowie die Kulturhistorikerin Marie-Louise von Plessen waren ihre Großnichten.
Sie blieb zeit ihres Lebens unverheiratet und besaß die Exspektanz für das adelige Fräuleinstift Preetz, in das sie jedoch nie eintrat.

### Künstlerisches Wirken
Am 13. November 1920 begann Margaretha von Plessen mit einem Studium an der Akademie der Bildenden Künste München in der Klasse von Angelo Jank, wechselte jedoch bereits 1921 in das Atelier von Wilhelm Blanke nach Berlin; seit 1923 war sie als Porträtzeichnerin in Berlin ansässig.
Sie beteiligte sich 1926 mit zwei Bildern an der Großen Herbstausstellung Schleswig-Holsteinischer Künstler in Kiel.